# 2017-es Formula–E Montréal nagydíj
A 2017-es Montréal nagydíjakat július 29-én és július 30-án, a 2016–2017-es Formula–E bajnokság tizenegyedik és tizenkettedik futamaként rendezték meg. Az első versenyen a pole-pozíciót Lucas di Grassi szerezte meg és a futamot is ő nyerte meg. A második versenyen a pole-pozíciót Felix Rosenqvist szerezte meg, a futamot pedig Jean-Éric Vergne nyerte meg.

## 1. időmérő
| Helyezés | Rajtszám | Versenyző              | Csapat            | Idő/hátrány | Hátrány | Rajthely |
| -------- | -------- | ---------------------- | ----------------- | ----------- | ------- | -------- |
| 1        | 11       | Lucas di Grassi        | Audi Sport ABT    | 1:22.869    | —       | 1        |
| 2        | 9        | Sébastien Buemi        | e.Dams-Renault    | 1:23.065    | +0.196  | 12       |
| 3        | 33       | Stéphane Sarrazin      | Techeetah-Renault | 1:23.179    | +0.310  | 2        |
| 4        | 8        | Nicolas Prost          | e.Dams-Renault    | 1:23.330    | +0.461  | 4        |
| 5        | 19       | Felix Rosenqvist       | Mahindra          | 1:24.351    | +1.482  | 3        |
| 6        | 25       | Jean-Éric Vergne       | Techeetah-Renault | 1:23.398    | —       | 5        |
| 7        | 20       | Mitch Evans            | Jaguar            | 1:23.532    | +0.134  | 6        |
| 8        | 47       | Adam Carroll           | Jaguar            | 1:23.869    | +0.471  | 7        |
| 9        | 88       | Oliver Turvey          | NextEV NIO        | 1:23.923    | +0.525  | 8        |
| 10       | 4        | Tom Dillmann           | Venturi           | 1:23.931    | +0.533  | 9        |
| 11       | 6        | Loïc Duval             | Dragon-Penske     | 1:23.999    | +0.601  | 10       |
| 12       | 66       | Daniel Abt             | Audi Sport ABT    | 1:24.302    | +0.904  | 11       |
| 13       | 27       | Robin Frijns           | Andretti-BMW      | 1:24.622    | +1.224  | 13       |
| 14       | 23       | Nick Heidfeld          | Mahindra          | 1:24.769    | +1.271  | 14       |
| 15       | 28       | António Félix da Costa | Andretti-BMW      | 1:24.805    | +1.307  | 15       |
| 16       | 37       | José María López       | Virgin Racing     | 1:25.297    | +1.799  | 16       |
| 17       | 5        | Maro Engel             | Venturi           | 1:25.369    | +1.871  | 17       |
| 18       | 2        | Sam Bird               | Virgin Racing     | 1:25.770    | +2.273  | 18       |
| 19       | 3        | Nelson Piquet Jr.      | NextEV NIO        | 1:26.165    | +2.668  | 19       |
| 20       | 7        | Jérôme d’Ambrosio      | Dragon-Penske     | 1:36.580    | +12.683 | 20       |

## 1. futam
| Helyezés | Rajtszám | Versenyző              | Csapat            | Kör | Idő/Kiesés oka        | Rajthely | Pont |
| -------- | -------- | ---------------------- | ----------------- | --- | --------------------- | -------- | ---- |
| 1[a]     | 11       | Lucas di Grassi        | Audi Sport ABT    | 35  | 56:55.592             | 1        | 28   |
| 2        | 25       | Jean-Éric Vergne       | Techeetah-Renault | 35  | +0.350                | 5        | 18   |
| 3        | 33       | Stéphane Sarrazin      | Techeetah-Renault | 35  | +7.869                | 2        | 15   |
| 4        | 66       | Daniel Abt             | Audi Sport ABT    | 35  | +8.592                | 11       | 12   |
| 5        | 2        | Sam Bird               | Virgin Racing     | 35  | +8.913                | 18       | 10   |
| 6        | 8        | Nicolas Prost          | e.Dams-Renault    | 35  | +10.058               | 4        | 8    |
| 7        | 20       | Mitch Evans            | Jaguar            | 35  | +10.457               | 6        | 6    |
| 8        | 27       | Robin Frijns           | Andretti-BMW      | 35  | +15.836               | 13       | 4    |
| 9        | 19       | Felix Rosenqvist       | Mahindra          | 35  | +16.764               | 3        | 2    |
| 10       | 4        | Tom Dillmann           | Venturi           | 35  | +19.320               | 9        | 1    |
| 11       | 7        | Jérôme d’Ambrosio      | Dragon-Penske     | 35  | +20.229               | 20       |      |
| 12       | 5        | Maro Engel             | Venturi           | 35  | +22.314               | 17       |      |
| 13       | 3        | Nelson Piquet Jr       | NextEV NIO        | 35  | +23.145               | 19       |      |
| 14       | 28       | António Félix da Costa | Andretti-BMW      | 35  | +34.786               | 15       |      |
| 15       | 88       | Oliver Turvey          | NextEV NIO        | 35  | +46.996               | 8        |      |
| 16       | 47       | Adam Carroll           | Jaguar            | 35  | +49.612               | 7        |      |
| Ki[b]    | 6        | Loïc Duval             | Dragon-Penske     | 26  | Elektronika           | 10       | 1    |
| Ki       | 37       | José María López       | Virgin Racing     | 23  | Baleset               | 16       |      |
| Ki       | 23       | Nick Heidfeld          | Mahindra          | 23  | Felfüggesztés         | 14       |      |
| DSQ      | 9        | Sébastien Buemi        | e.Dams-Renault    | 35  | Túl könnyű autó miatt | 12       |      |

Megjegyzés:
- ↑ a:  – +3 pont a pole-pozícióért
- ↑ b:  – +1 pont a leggyorsabb körért

## 2. időmérő
| Helyezés | Rajtszám | Versenyző              | Csapat            | Idő/hátrány | Hátrány | Rajthely |
| -------- | -------- | ---------------------- | ----------------- | ----------- | ------- | -------- |
| 1        | 19       | Felix Rosenqvist       | Mahindra          | 1:22.344    | —       | 1        |
| 2        | 2        | Sam Bird               | Virgin Racing     | 1:22.559    | +0.215  | 2        |
| 3        | 25       | Jean-Éric Vergne       | Techeetah-Renault | 1:22.769    | +0.425  | 3        |
| 4        | 23       | Nick Heidfeld          | Mahindra          | 1:23.041    | +0.697  | 4        |
| 5        | 11       | Lucas di Grassi        | Audi Sport ABT    | 1:23.557    | +1.213  | 5        |
| 6        | 66       | Daniel Abt             | Audi Sport ABT    | 1:22.694    | —       | 6        |
| 7        | 7        | Nicolas Prost          | e.Dams-Renault    | 1:22.721    | +0.027  | 20       |
| 8        | 4        | Tom Dillmann           | Venturi           | 1:22.822    | +0.128  | 7        |
| 9        | 3        | Nelson Piquet Jr       | NextEV NIO        | 1:22.972    | +0.278  | 8        |
| 10       | 33       | Stéphane Sarrazin      | Techeetah-Renault | 1:23.057    | +0.363  | 9        |
| 11       | 7        | Jérôme d’Ambrosio      | Dragon-Penske     | 1:23.058    | +0.364  | 10       |
| 12       | 37       | José María López       | Virgin Racing     | 1:23.313    | +0.619  | 11       |
| 13       | 6        | Loïc Duval             | Dragon-Penske     | 1:23.337    | +0.647  | 12       |
| 14       | 9        | Sébastien Buemi        | e.Dams-Renault    | 1:23.372    | +0.682  | 13       |
| 15       | 28       | António Félix da Costa | Andretti-BMW      | 1:23.635    | +0.951  | 14       |
| 16       | 27       | Robin Frijns           | Andretti-BMW      | 1:23.655    | +0.971  | 15       |
| 17       | 88       | Oliver Turvey          | NextEV NIO        | 1:23.709    | +1.025  | 16       |
| 18       | 20       | Mitch Evans            | Jaguar            | 1:23.755    | +1.071  | 17       |
| 19       | 5        | Maro Engel             | Venturi           | 1:23.811    | +1.126  | 18       |
| 20       | 47       | Adam Carroll           | Jaguar            | 1:24.024    | +1.339  | 19       |

## 2. futam
| Helyezés | Rajtszám | Versenyző              | Csapat            | Kör | Idő/Kiesés oka | Rajthely | Pont |
| -------- | -------- | ---------------------- | ----------------- | --- | -------------- | -------- | ---- |
| 1        | 25       | Jean-Éric Vergne       | Techeetah-Renault | 37  | 54:12.606      | 3        | 25   |
| 2[a]     | 19       | Felix Rosenqvist       | Mahindra          | 37  | +0.896         | 1        | 21   |
| 3        | 37       | José María López       | Virgin Racing     | 37  | +4.468         | 11       | 15   |
| 4        | 2        | Sam Bird               | Virgin Racing     | 37  | +7.114         | 2        | 12   |
| 5        | 23       | Nick Heidfeld          | Mahindra          | 37  | +21.933        | 4        | 10   |
| 6        | 66       | Daniel Abt             | Audi Sport ABT    | 37  | +24.444        | 6        | 8    |
| 7        | 11       | Lucas di Grassi        | Audi Sport ABT    | 37  | +24.855        | 5        | 6    |
| 8        | 33       | Stéphane Sarrazin      | Techeetah-Renault | 37  | +26.038        | 9        | 4    |
| 9        | 7        | Jérôme d’Ambrosio      | Dragon-Penske     | 37  | +28.282        | 10       | 2    |
| 10       | 4        | Tom Dillmann           | Venturi           | 37  | +28.591        | 7        | 1    |
| 11       | 9        | Sébastien Buemi        | e.Dams-Renault    | 37  | +35.170        | 13       |      |
| 12       | 20       | Mitch Evans            | Jaguar            | 37  | +36.548        | 17       |      |
| 13       | 27       | Robin Frijns           | Andretti-BMW      | 37  | +36.826        | 15       |      |
| 14       | 47       | Adam Carroll           | Jaguar            | 37  | +36.972        | 19       |      |
| 15       | 28       | António Félix da Costa | Andretti-BMW      | 37  | +39.720        | 14       |      |
| 16       | 3        | Nelson Piquet Jr       | NextEV NIO        | 37  | +46.751        | 8        |      |
| 17       | 88       | Oliver Turvey          | NextEV NIO        | 37  | +49.116        | 16       |      |
| 18       | 5        | Maro Engel             | Venturi           | 37  | +1:33.530      | 18       |      |
| 19       | 6        | Loïc Duval             | Dragon-Penske     | 34  | Baleset        | 12       |      |
| Ki[b]    | 8        | Nicolas Prost          | e.Dams-Renault    | 32  | Nem ért célba  | 20       | 1    |

Megjegyzés:
- ↑ a:  – +3 pont a pole-pozícióért
- ↑ b:  – +1 pont a leggyorsabb körért

## A világbajnokság állása a verseny után
(Teljes táblázat)
| H  | Versenyzők       | Pont | H  | Konstruktőrök     | Pont |
| -- | ---------------- | ---- | -- | ----------------- | ---- |
| 1. | Lucas di Grassi  | 175  | 1. | e.Dams-Renault    | 267  |
| 2. | Sébastien Buemi  | 157  | 2. | Audi Sport ABT    | 234  |
| 3. | Sam Bird         | 110  | 3. | Mahindra          | 184  |
| 4. | Felix Rosenqvist | 106  | 4. | Virgin Racing     | 163  |
| 5. | Jean-Éric Vergne | 92   | 5. | Techeetah-Renault | 127  |

- Jegyzet: Csak az első 5 helyezett van feltüntetve mindkét táblázatban.